# مونتينيرو دي بيساتشيا
مونتينيرو دي بيساتشيا هي بلدة صغيرة على تل وبلدية تقع في مقاطعة كمبباسة ضمن منطقة موليز في إيطاليا. تبعد حوالي 10 كم عن الساحل، وحوالي 45 كم شمال كمبباسة. أقرب مدينة كبيرة ومطار هو بيسكارا.
تحد مونتينيرو دي بيساتشيا البلديات التالية: كوبيلو، غوليونيسي، لينتيلا، مافالدا، مونتيشيلفوني، بالاتا، بيتاكشاتو، سان فيليس ديل موليز، سان سالفو، تافينا.
تعد مسقط رأس القاضي والوزير الإيطالي السابق أنطونيو دي بيترو وكاتب السيناريو داردانو ساكيتي.

## وصلات خارجية
- http://www.montenerolife.it/portale